# Церква Введення в храм Пресвятої Богородиці (Печихвости)
Церква Церква Введення у храм Пресвятої Богородиці — чинна дерев'яна парафіяльна церква у селі Печихвости Луцького району Волинської області, збудована у 1708 році. Пам'ятка архітектури місцевого значення (охоронний №132). Парафія належить до  Горохівського деканату Волинської єпархії ПЦУ. Престольне свято на Введення в Храм Пресвятої Діви Марії.

## Історія

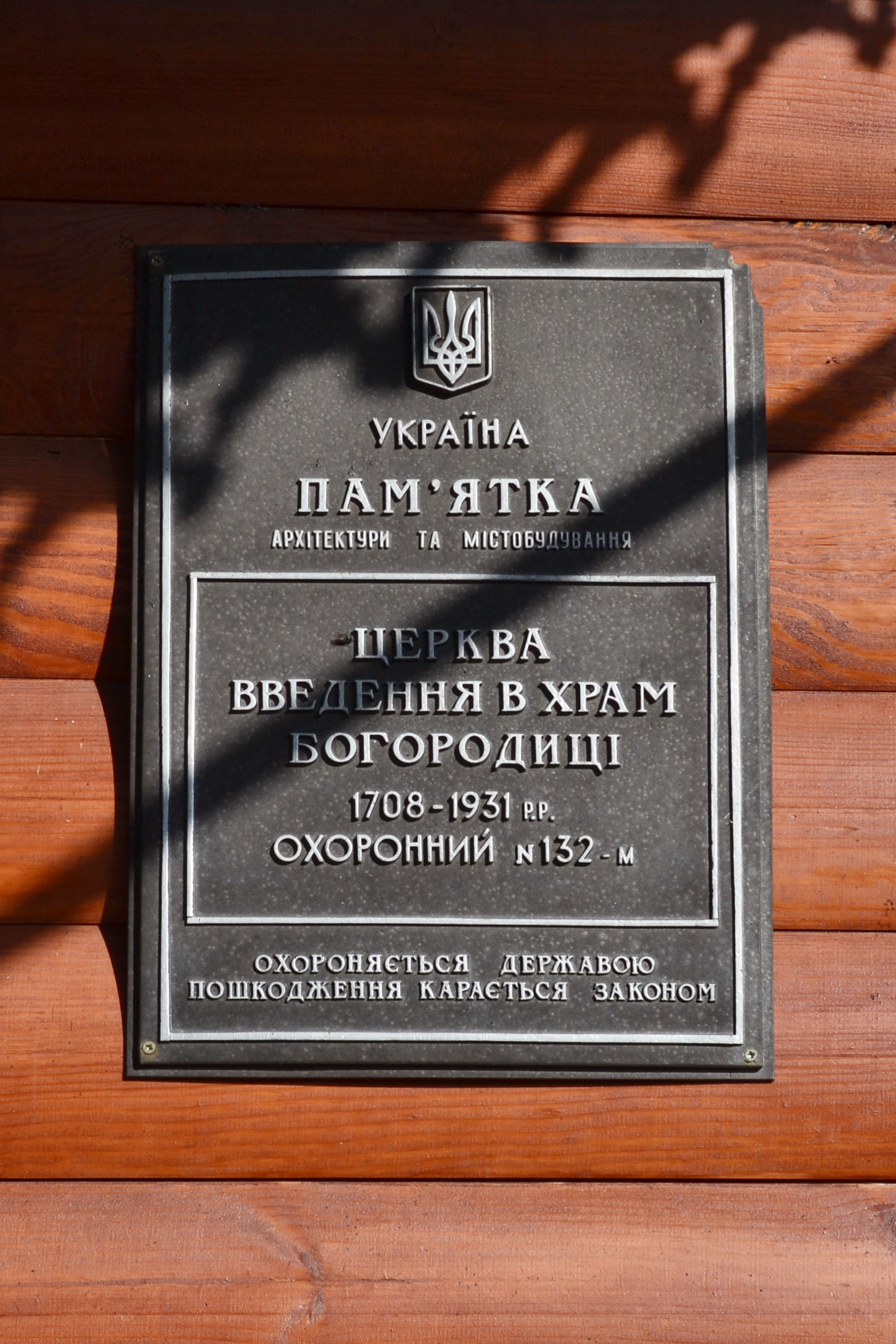

Церкву збудовано 1708 року коштом місцевої поміщиці а також парафіян. Освячена церква у 1709 році. Була парафіяльною. Відремонтована ґрунтовно у 1931 році.
До 2008 року була відновлена всередині та назовні, до 300-ліття церкви.

### Перехід з УПЦ МП до УПЦ КП
У листопаді 2014 року, на Введення, у церкві Пресвятої Богородиці вперше відслужено українською мовою Божественну Літургію архієрейським чином. Це — перший у лоні Київського Патріархату престольне свято громади, яка зареєструвалась (номер 39492185) у селі 14 листопада 2014. До цього дня у Печихвостах діяла лише громада УПЦ МП..

## Архітектура
Церква дерев'яна тризрубна, із заходу до бабинця прибудовано рівношироку дерев'яну двоярусну дзвіницю. 
З півночі до вівтаря прилягає ризниця. До церкви є три входи: з півдня до нави та дзвіниці, а з заходу до дзвіниці.

## Світлини

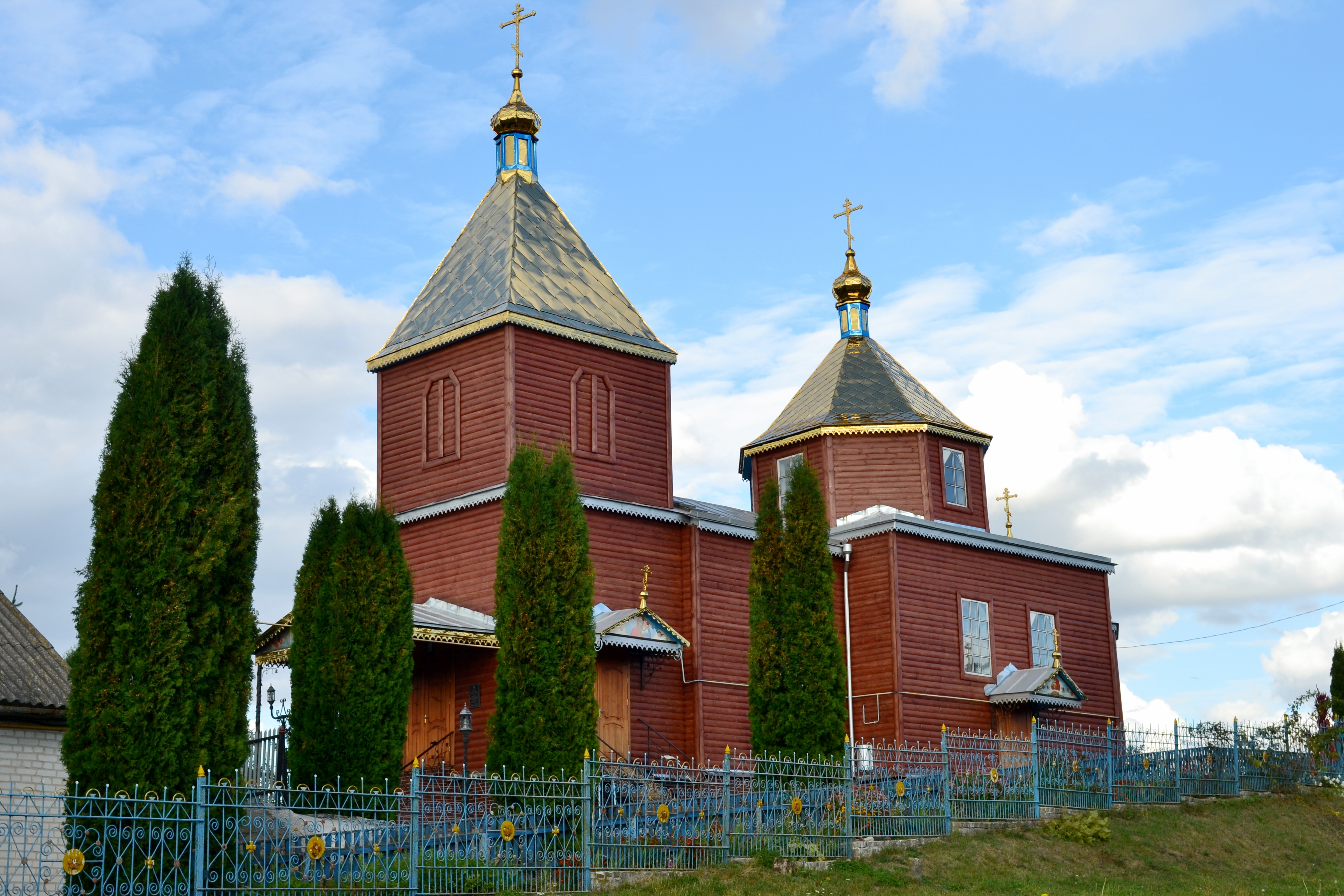
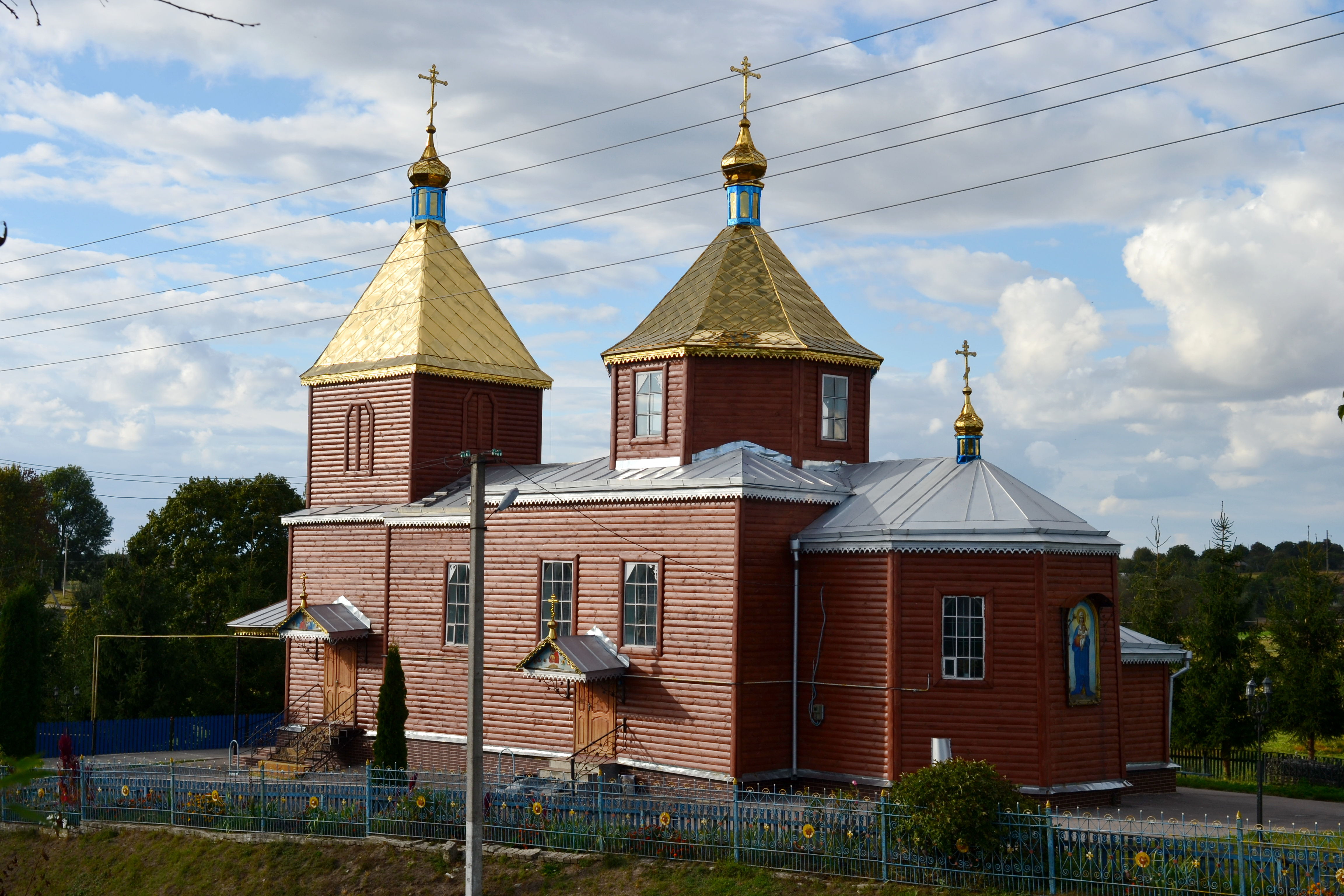
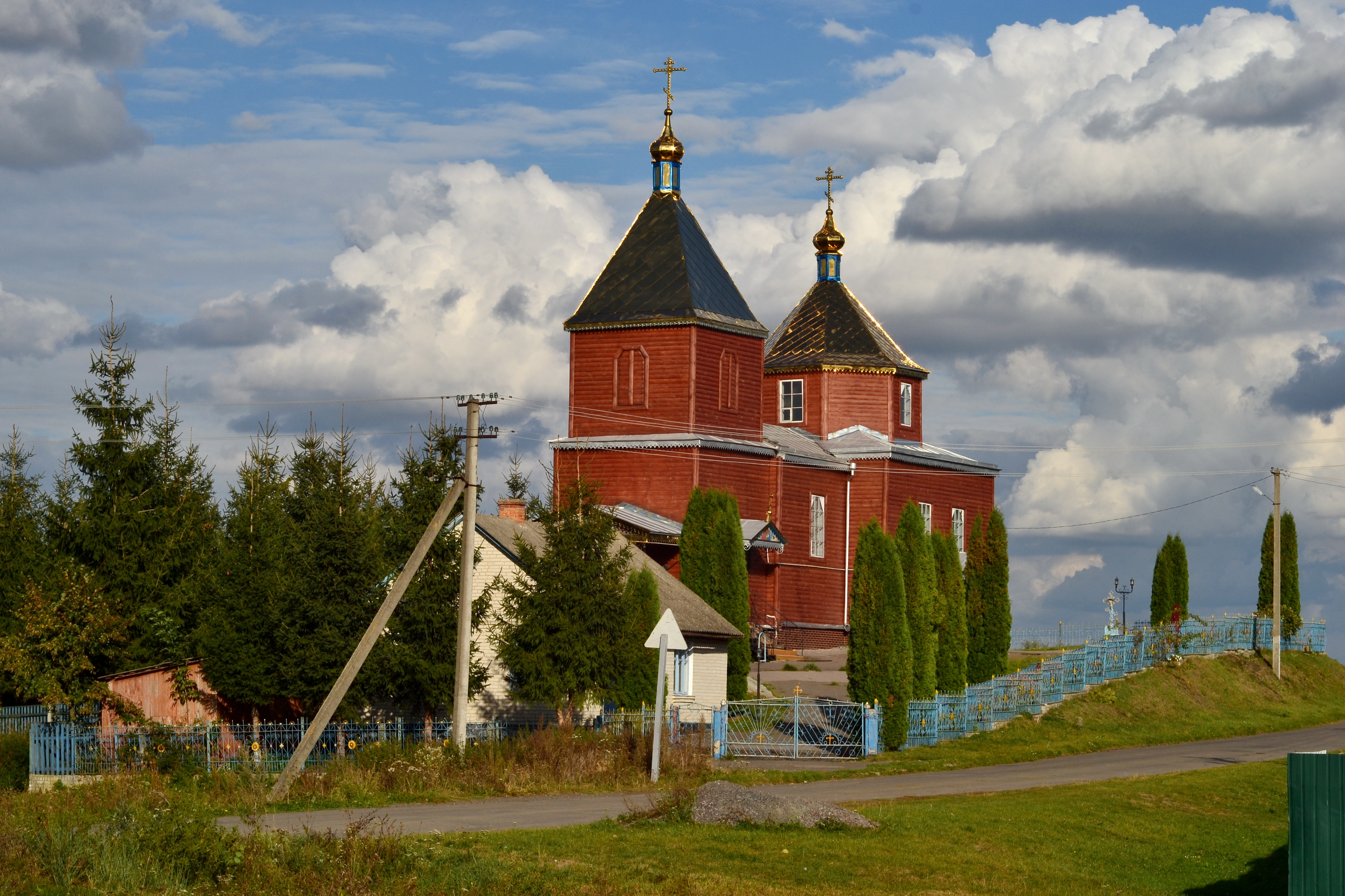
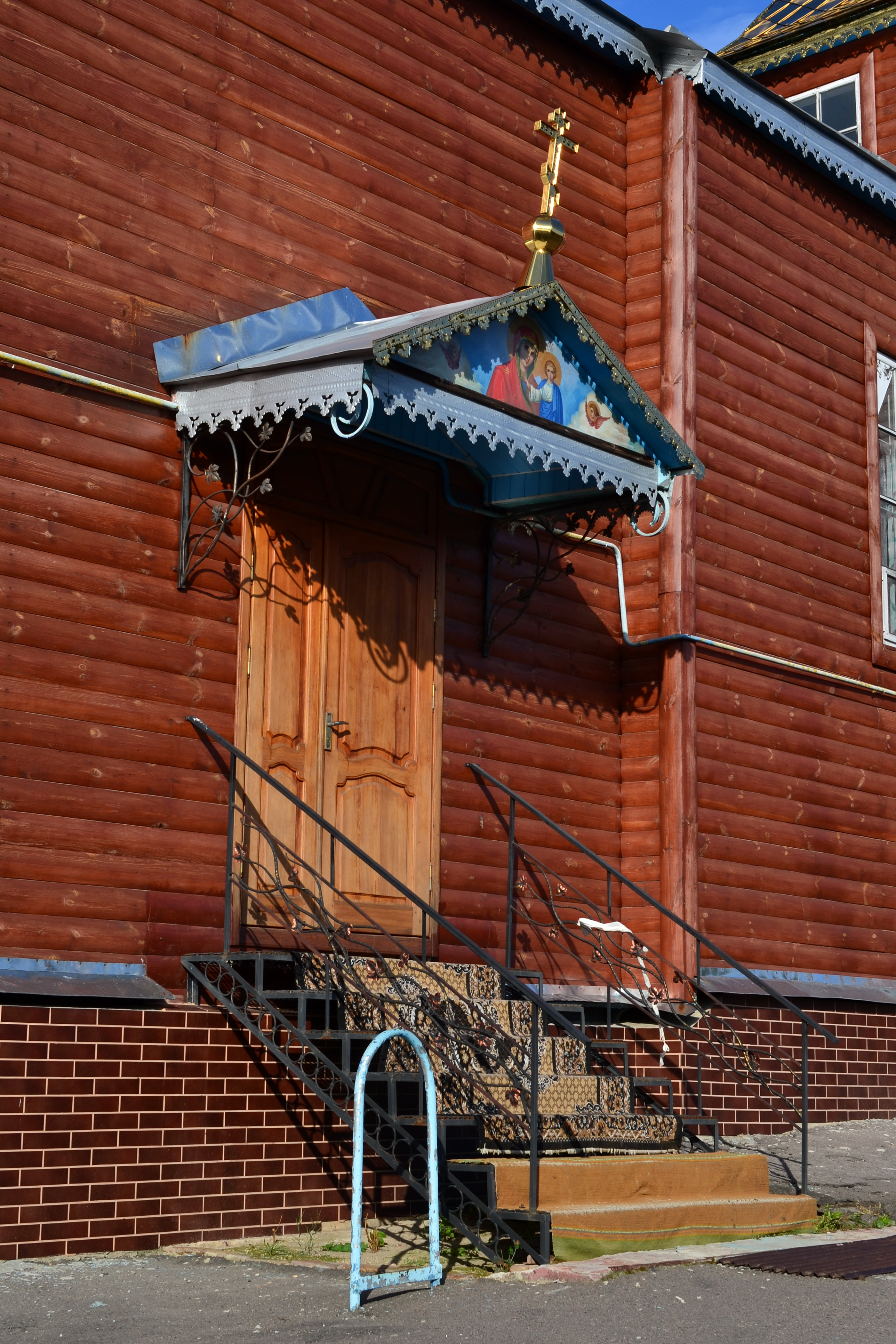
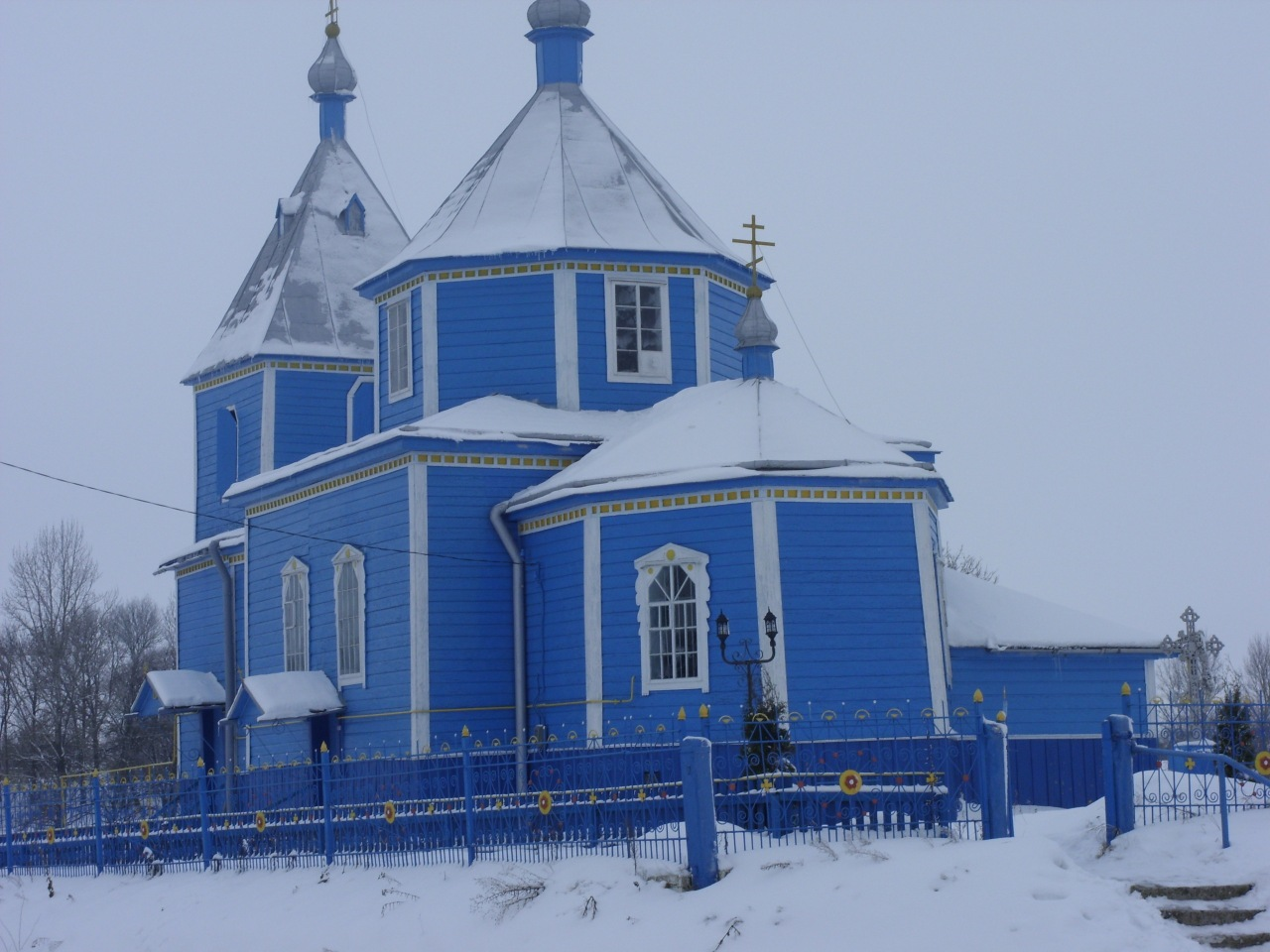
Церква у 2011 році